# María Luisa Ramos Urzagaste
María Luisa Ramos Urzagaste (Palmar Chico, Bolivia; 21 de enero de 1965) es una política boliviana, actual embajadora extraordinaria y plenipotenciaria del Estado Plurinacional de Bolivia en Rusia, desde 2021, por segunda vez, pues ya ocupó ese puesto entre 2009 y 2015.
Cuando ostentó el cargo de embajadora plenipotenciaria de Bolivia ante la Federación de Rusia por primera vez (2009-2015) le valió la condecoración del gobierno ruso por sus aportes a la cooperación internacional. 
Entre 2016 y 2021 fue la embajadora de Bolivia en España, habiendo presentado sus credenciales el 8 de septiembre de 2016 ante el Rey de España Felipe VI.
Ramos es ingeniera agrónoma por la Universidad Nacional Agraria UNA (Managua, Nicaragua), además de estudiar ingeniería zootecnista en la Universidad Patricio Lumumba de Moscú, Rusia.Su formación de posgrado está focalizada en Socioeconomía Ambiental con énfasis en Economía Ambiental y sub-especialización en Desarrollo Rural (Centro Agronómico Tropical de Investigación y Enseñanza CATIE. Turrialba, Costa Rica).
Al margen de sus cargos como Embajadora en Rusia y España, ocupó el cargo de Viceministra de Relaciones Económicas y Comercio Exterior del Ministerio de Relaciones Exteriores y Cultos de Bolivia (2006-2007) y fue representante del gobierno boliviano ante el Executive Board del Foro de Países Exportadores de Gas GECF (2009-2011). También ocupó cargos como Secretaría Protémpore de la II Cumbre Sudamericana de Naciones (2006-2007) y Presidenta de la comisión de la Comunidad Andina de Naciones (2006-2007). Como Analista de Políticas Agropecuarias CIOEC-B (periodo 2004-2005), realizó análisis y monitoreo de políticas agropecuarias internacionales y nacionales, así como apoyo en labores de negociación de la Agenda de Desarrollo del CIOEC ante instancias gubernamentales y no-gubernamentales. 